# Костен (Драмско)
Вижте пояснителната страница за други значения на Костен.
Костѐн или Костян (с редукция Кустѐн, Кустян, на гръцки: Ψυχρό, Психро, катаревуса Ψυχρόν, Психрон, до 1927 година Κοστέν, Костен) е обезлюдено село в Република Гърция, разположено на територията на дем Неврокоп (Неврокопи) в област Източна Македония и Тракия.

## История
Костен се намира на югозападните склонове на Родопите и попада в историко-географската област Чеч. Съседните му села са Стареджик, Малошийца, Дъблен, Вощица, Мъждел и Колярба. На изток тече Костенската река (Психорема).

### Етимология
Според Йордан Н. Иванов името е диалектното костян, кестен, старобългарското костѣнъ, стара заемка от гръцкото κάστανον с българско о < гръцко кратко а.

### В Османската империя
В съкратен регистър на тимари, зиамети и хасове в ливата Паша от 1519 година село Костане е вписано както следва - мюсюлмани: 1 домакинство; немюсюлмани: 12 домакинства, неженени - 1, вдовици - 1. В съкратен регистър на санджаците Паша, Кюстендил, Вълчитрън, Призрен, Аладжа хисар, Херск, Изворник и Босна от 1530 година са регистрирани броят на мюсюлманите и немюсюлманите в населените места. Регистрирано е и село Костен с мюсюлмани: неженени - 1; немюсюлмани: 11 домакинства, неженени - 1, вдовици - 2. В подробен регистър на санджака Паша от 1569-70 година е отразено данъкоплатното население на Костен както следва: мюсюлмани - 1 семейства и 3 неженен; немюсюлмани - 11 семейства, 9 неженени и 1 вдовици. През 1671 година в Неврокоп били свикани посланици от всички села в казата да свидетелстват в съда, че им е била изплатена изкупената от държавата продукция. От мюсюлманските села бил пращан мюсюлманин, от християнските – християнин, а от смесените – мюсюлманин и християнин. Селата, в които живели хора с по-висок обществен статут, са представени от тях без значение от религията им. В този документ Костен е представено от Мухарем бей. В подробен регистър за събирането на данъка авариз от казата Неврокоп за 1723 година от село Костен (Густен) са зачислени 12 мюсюлмански домакинства.
В XIX век Костен е мюсюлманско село в Неврокопска каза на Османската империя. В „Етнография на вилаетите Адрианопол, Монастир и Салоника“, издадена в Константинопол в 1878 година и отразяваща статистиката на населението от 1873 година, Костен (Kosten) е посочено като село с 24 домакинства и 70 жители помаци. Според Стефан Веркович към края на XIX век Костен (Кустен) има помашко мъжко население 80 души, което живее в 24 къщи.
Съгласно статистиката на Васил Кънчов („Македония. Етнография и статистика“) към 1900 година в Костен (Кустон) живеят 100 българи мохамедани.

### В Гърция
През Балканската война в 1912 година в селото влизат български войски. По данни на Българската православна църква, към края на 1912 и началото на 1913 година в Костен (Костенъ) живеят 36 семейства или общо 153 души.
След Междусъюзническата война селото остава в Гърция. Според гръцката статистика, през 1913 година в Костен (Κωστέν) живеят 205 души. Към 1920 година в селото живеят 129 души.
През 1923 година жителите на Костен са изселени в Турция. През 1927 година името на селото е сменено на Психрон (Ψυχρόν), което ознчава „студен“, но в селото не са заселени гръцки бежанци от Турция.
| Година    | 1913 | 1920 | 1928 | 1940 | 1951 | 1961 | 1971 | 1981 | 1991 | 2001 | 2011 | 2021 |
| --------- | ---- | ---- | ---- | ---- | ---- | ---- | ---- | ---- | ---- | ---- | ---- | ---- |
| Население | 205  | 129  |      |      |      |      |      |      |      |      |      |      |